# La Providencia, Tuxpan
La Providencia är en ort i Mexiko.   Den ligger i kommunen Tuxpan och delstaten Michoacán de Ocampo, i den södra delen av landet, 150 km väster om huvudstaden Mexico City. La Providencia ligger 1 768 meter över havet och antalet invånare är 229.
Terrängen runt La Providencia är huvudsakligen kuperad, men norrut är den bergig. La Providencia ligger nere i en dal. Runt La Providencia är det ganska tätbefolkat, med 116 invånare per kvadratkilometer. Närmaste större samhälle är Ciudad Hidalgo, 15,8 km norr om La Providencia. Omgivningarna runt La Providencia är en mosaik av jordbruksmark och naturlig växtlighet.